# Martina Franca
Martina Franca este o comună din provincia Taranto, regiunea Puglia, Italia și o suprafață de 299,72 km².

## Demografie
Martina Franca - evoluția demografică

|  | Graficele sunt indisponibile din cauza unor probleme tehnice. Mai multe informații se găsesc la Phabricator și la wiki-ul MediaWiki. |

Date: Recensăminte sau birourile de statistică - grafică realizată de Wikipedia